# Выборы в Европейский парламент в Великобритании (2014)
Выборы в Европейский парламент в Великобритании прошли 22 мая 2014 года, одновременно с местными выборами. На выборах была избрана британская делегация, состоящая из 73 депутатов.

## Избирательная система и региональное представительство
Европейские выборы в Великобритании прошли по партийным спискам согласно пропорциональной избирательной системы.
По сравнению с предыдущими европейскими выборами 2009 года предствательство Великобритании увеличено с 72 до 73 мест. Дополнительное место было отдано округу Западный Мидленд.
Места распределены между 12 избирательных округов следующим образом:
- Ист-Мидлендс — 5 мест
- Восточная Англия — 7 мест
- Лондон — 8 мест
- Северо-Восточная Англия — 3 места
- Северо-Западная Англия — 8 мест
- Юго-Восточная Англия — 10 мест
- Юго-Западная Англия — 6 мест
- Уэст-Мидлендс — 7 мест
- Йоркшир и Хамбер — 6 мест
- Уэльс — 4 места
- Шотландия — 6 мест
- Северная Ирландия — 3 места

## Итоги
- Консерваторы — 24
- Независимые — 20
- Лейбористы — 13
- Зеленые − 3
- ШНП — 2
- Либдем — 1
- Плайд Кимру — 1
- Шинфейн — 1
- Ольстерские юнионисты — 1
- Демократические юнионисты — 1

## Интересные факты
Срок полномочий избранных кандидатов должен был истечь в марте 2019 года из-за Выхода Великобритании из Европейского союза. Однако, Брексит был перенесён на осень 2019 года.